# Суон и Эдгар
Суон и Эдгар (англ. Swan & Edgar) — здание в историческом центре Лондона, на улице Риджент-стрит; образует ансамбль площади Пикадилли. Изначально построено в начале XIX века по проекту Джона Нэша, впоследствии полностью перестроено.
Первоначально в здании размещался универмаг британской сетевой компании Swan & Edgar Limited, основанной Уильямом Эдгаром и Джорджем Суоном в начале XIX века в Лондоне. Поначалу их магазин располагался в Лудгейте (район Сити), к 1812 году он переехал на улицу Пикадилли, а в 1821 году — на Риджент-стрит. К 1848 году магазин занимал часть Квадранта и угол площади Пикадилли. Торговая компания Swan & Edgar Limited просуществовала до конца 1970-х годов. Здание пострадало в 1911 году от суфражисток и в 1915 году от налёта немецкого дирижабля во время Первой мировой войны. Перестроено британским архитектором Реджинальдом Бломфилдом в стиле французского барокко в период между 1910 и 1920 годами, утратив первоначальный вид.
В 1927 году был выкуплен компанией Drapery Trust, а позднее британской сети универмагов Debenhams, международной сети музыкальных магазинов Tower Records, с 2003 года — международной сети магазинов Virgin Megastores.